# Daniel Alvarado
Dennys Daniel Alvarado Morillo (Maracaibo, 1949. augusztus 12. – Caracas, 2020. július 8.) venezuelai színész.

## Fontosabb filmjei
Mozifilmek
- Una noche oriental (1986)
- De mujer a mujer (1987)
- Macu, la mujer del policía (1987)
- Eroi dell'inferno (1987)
- Con el corazón en la mano (1988)
- El compromiso (1988)
- A titok (El secreto) (1988)
- L'aventure extraordinaire d'un papa peu ordinaire (1990)
- Disparen a matar (1990)
- Río Negro (1991)
- Szerelem és árnyak (Of Love and Shadows) (1994)
- Desnudo con naranjas (1996)
- Macbeth-Sangrador (2000)
- La Niña de Maracaibo (2011)

Tv-sorozatok
- Alba Marina (1988, 102 epizódban)
- La revancha (1989, 246 epizódban)
- Bellísima (1991, 187 epizódban)
- Peligrosa (1994, 164 epizódban)
- Vétkes szerelem (Pecado de amor) (1996, három epizódban)
- Bűnök bocsánata (El perdón de los pecados) (1996, 123 epizódban)
- Samantha (1998, három epizódban)
- Toda mujer (1999–2000, 82 epizódban)
- Telihold szerelmesei (Amantes de Luna Llena) (2000–2001, 147 epizódban)
- Nők háborúja (Guerra de mujeres) (2001, két epizódban)
- Édes dundi Valentina (Mi gorda bella) (2003, hét epizódban)